# Ángel Carrasco Nolasco
Ángel Carrasco Nolasco (Sevilla, 1907 - Madrid, 11 de junio de 1943) 11 de juny de 1943) va ser un comptable, sindicalista i polític espanyol, d'ideologia socialista.

## Biografia
Militant de la Unió General de Treballadors (UGT) des de 1931 i de les Joventuts Socialistes d'Espanya des de 1934, va participar en la revolució de 1934, sent detingut com la majoria dels dirigents d'esquerra. Va arribar a ser membre de la Comissió Executiva de les Joventuts Socialistes Unificades (JSU) a Sevilla i del Comitè Nacional de la Unió General de Treballadors. Va ser candidat del Front Popular en les eleccions generals de 1936, però no va sortir escollit.
Amb el cop d'estat que dona lloc a la Guerra Civil va aconseguir posar-se a resguard de les execucions ordenades per Queipo de Llano a la província de Sevilla i es va integrar en l'Exèrcit Popular de la República, on va aconseguir al grau de comandant. Va arribar a manar la 113a Brigada Mixta, i fou destituït al març de 1939 per la seva oposició al cop de Casado. En els últims dies de la guerra es va retirar cap a Alacant amb les restes de l'exèrcit republicà, sent detingut en el port d'aquesta localitat al costat de milers de soldats que van acabar per rendir-se a la Divisió «Littorio» l'últim dia de la guerra. Va ser confinat als camps dels Ametllers i al camp d'Albatera. Més endavant seria traslladat a la presó madrilenya de Porlier, on va ser sotmès a un judici sumaríssim per un Consell de Guerra i condemnat a mort.
Va ser executat en les tàpies del Cementiri de l'Este a Madrid l'11 de juny de 1943, junt amb altres setze presos polítics.